# لورنس ماركس (كاتب)
لورنس ماركس (بالإنجليزية: Laurence Marks)‏ هو كاتب سيناريو وصحفي بريطاني، ولد في 8 ديسمبر 1948 في حي كامدين فى لندن في المملكة المتحدة.

## وصلات خارجية
- الموقع الرسمي
- لورنس ماركس على موقع IMDb (الإنجليزية)
- لورنس ماركس على موقع قاعدة بيانات الفيلم (الإنجليزية)